# Nerola
Nerola település Olaszországban, Lazio régióban, Róma megyében. Lakosainak száma 1905 fő (2023. január 1.). Nerola Montelibretti, Poggio Nativo, Toffia, Montorio Romano, Fara in Sabina és Scandriglia községekkel határos.

## Népesség
A település lakossága az elmúlt években az alábbi módon változott:
| Lakosok száma | 1941 | 1969 | 1905 |
|               | 2014 | 2018 | 2023 |